# Хайдут Велко
Хайдут Велко Петров или Велко Петрович (на сръбски: Вељко Петровић или Veljko Petrović) е български хайдутин и сръбски революционер, активен участник в Първото сръбско въстание.

## Биография

### Произход и семейство
Хайдут Велко е роден около 1780 година в село Леновац, Църноречко. Баща му Петър Сиренаря е заможен човек, притежавал хиляди овце. Велко има двама братя. Милутин също е участник в Първото сръбско въстание, а след това сръбски чиновник в Неготин, умира през 1861 година в Пожаревац. Другият брат Милко е сред сръбските доброволци в Руско-турската война от 1828 – 1829 година, където ръководи българска чета в състава на руската армия и е убит при обсадата на Силистра през юни 1829 година.

### Ранни години
На 15 години Велко Петрович става слуга на един турчин във Видин, но скоро той успява да избяга и се присъединява към една хайдушка чета.
На 23 години Велко е хайдутин. Той е наемник при османският отцепник и фактически владетел на Видинския санджак Осман Пазвантоглу, след внезапната смърт на когото през 1807 година Хайдут Велко се появява в множество източници като ръководител на голяма чета, част от започналото няколко години преди това Първо сръбско въстание.

### Начело на чета във въстанието
Още през 1807 година Велко Петрович оглавява голяма нередовна част – според документите достигаща 3 хиляди души – която действа самостоятелно по фланга на основните въстанически сили, в целия басейн на Тимок до подстъпите към Ниш. Водената от него дружина се издържа с грабежи, донесли му прозвището Големия крадец, и с постоянните си нападения създават паника сред противника и засилват антиосманските брожения в Белоградчишко и Берковско. Малко след това обаче подкрепящата сърбите Русия е принудена да сключи Тилзитския мир, последван от примирие с Османската империя, което обхваща и сърбите, които започват преговори с османските власти за създаване на автономно сръбско княжество.
Примирието поставя в затруднено положение бекярските отряди, като оглавявания от Велко, които остават без издръжка. Много от участниците в тях преминават на страната на османците, стават кърджалии или започват сблъсъци помежду си и нерегламентирани грабежи. Хайдут Велко се включва активно в тези грабежи. Съставената тристранна руско-сръбско-османска комисия, която разследва зулумаджиите, установява, че с дружина, наброяваща до 6 хиляди души, той разграбва 14 български села в Белоградчишко и Гургусовацко. В резултат на това сръбското командване временно го отсранява от командната му длъжност.
С подновяването на военните действия през 1809 година Велко Петрович отново командва сръбски войски и се проявява с особена смелост в множество сблъсъци във Видинския и Нишкия санджак. По това време отрядите му предприемат първите принудителни изселвания на цели български села към вътрешността на Сърбия, което предизвиква бунтове сред българите в района на Ниш и масовото им преминаване от османската страна на фронтовата зона. По това време той разполага с 8 хиляди души и води партизанска война южно от Видин, предизвиквайки постоянни бунтове в тази област. През втората половина на годината влиза в по-сериозен конфликт с ръководителя на въстанието Караджордже Петрович, който е резервиран към руската намеса във въстанието, докато Хайдут Велко и повечето източни войводи са привърженици на по-тясно сътрудничество с Русия.
През 1810 година е награден със златен руски орден за храброст. При боевете край Варварин е ранен в лявата ръка, която осакатява.

### Войвода в Баня и Неготин
През 1811 става войвода на Тимошко. През лятото на 1813 г. Велко атакува Видинската крепост с 3000 българи, но оставен сам без подкрепа от вътрешността на Сърбия е отблъснат от разположената там 16 000 турска армия, която настъпва в българските земи в Тимошко освободени от него. Войводата укрепява Неготин с шанцови окопи и кули и три седмици отблъсква успешно атаките. Заедно с него се сражават братята му Милутин и Милко, хаджи Никола Михайлов, Стоян Абраш и други български водачи. Хайдут Велко умира на 9 август (28 юли стар стил) 1813 година в тази битка с турците при Неготин.
Хайдут Велко има два брака, като негова втора съпруга е Чучук Стана. По-късно тя се омъжва за известния гръцки капитан Георгакис Олимпиос.

## Памет

### В Сърбия
Извънредно богатата и наситена с житейски превратности биография на хайдут Велко е описана от писателя Вук Караджич.

### В България
На Хайдут Велко е наречена улица в София (Карта).
Български народни песни за Хайдут Велко
```
   ХАЙДУТ ВЕЛКО И МЛАДО ДЕВОЙЧЕ
[
14
]
                     ХАЙДУТ ВЕЛКО
[
14
]
                                           
                                                       (Копривщица)                    
                                                    
 Израсло ми бадем дърво високо,                Ветър ми вее, гора люлее                       
 под дървото росна трева зелена,               за тебе, хайдут Велко, за тебе!                          
 на тревата хайдут Велко с младо девойче.      Хайдут ми Велко лежи, умира,                       
 Постилка им росна трева зелена,               младо му булче над глава стои,                               
 сглавница им дясна ръка хайдут Велкова,       над глава стои, тихом му дума:                       
 завивка им златно небе със месец.             - Тежко ти, хайдут Велко, горко ти!                       
 Над глави им стара майка хайдут Велкова,      Ти като лежиш болен, умираш,                     
 бога моли стара майка хайдут Велкова:         кой ще ти носи дългата пушка                             
 - Да подухне силен ветър низ тихи Дунав,      бойлия, хайдут Велко, бойлия?                    
 та да строши бадем дърво високо,              - Нек ми я носи Милош побратим,                  
 да удари хайдут Велко с младо девойче.        за мене, черни очи, за мене!                       
 Подухнал е силен ветър низ Дунав,             - Кой ще ти носи тънката сабя                          
 та строшил е бадем дърво високо,              френгия, хайдут Велко, френгия?                    
 не удари хайдут Велко с девойче,              - Нек ми я носи Милош побратим,                     
 но удари стара майка хайдут Велкова,          за мене, черни очи, за мене!        
 та ѝ строши дясна ръка и лева нога,           - Кой ще ти носи чифте пищови       
 та ѝ строши дясна ръка и лева нога.           за тебе, хайдут Велко, за тебе?        
                                              - Нек ми ги носи Милош побратим,  
                                               за мене, черни очи, за мене!                                 
                                                - Кой ще ти язди хранено конче    
                                               за тебе, хайдут Велко, за тебе?   
                                               - Нек ми го язди Милош побратим,   
                                               за мене, черни очи, за мене!   
                                               - Кой ще ти люби хубаво булче   
                                               за тебе, хйдут Велко, за тебе?   
                                               - Сичко си давам, булче не давам   
                                               за мене, черни очи, за мене!   
                                               А кога умра, нека да плаче   
                                               за мене, черни очи, за мене,   
                                               че няма юнак кой да го люби   
                                               кат мене, черни очи, кат мене.                    
                                               Нека да плаче, нека да жали                              
                                               за мене, черни очи, за мене!
```